# Gigon/Guyer
Annette Gigon / Mike Guyer sind ein Schweizer Architekturbüro mit Sitz in Zürich. Inhaber des Büros sind die Architekten Annette Gigon und Mike Guyer, die seit 2012 einen Lehrstuhl für Architektur und Konstruktion an der ETH Zürich innehaben.

## Partner

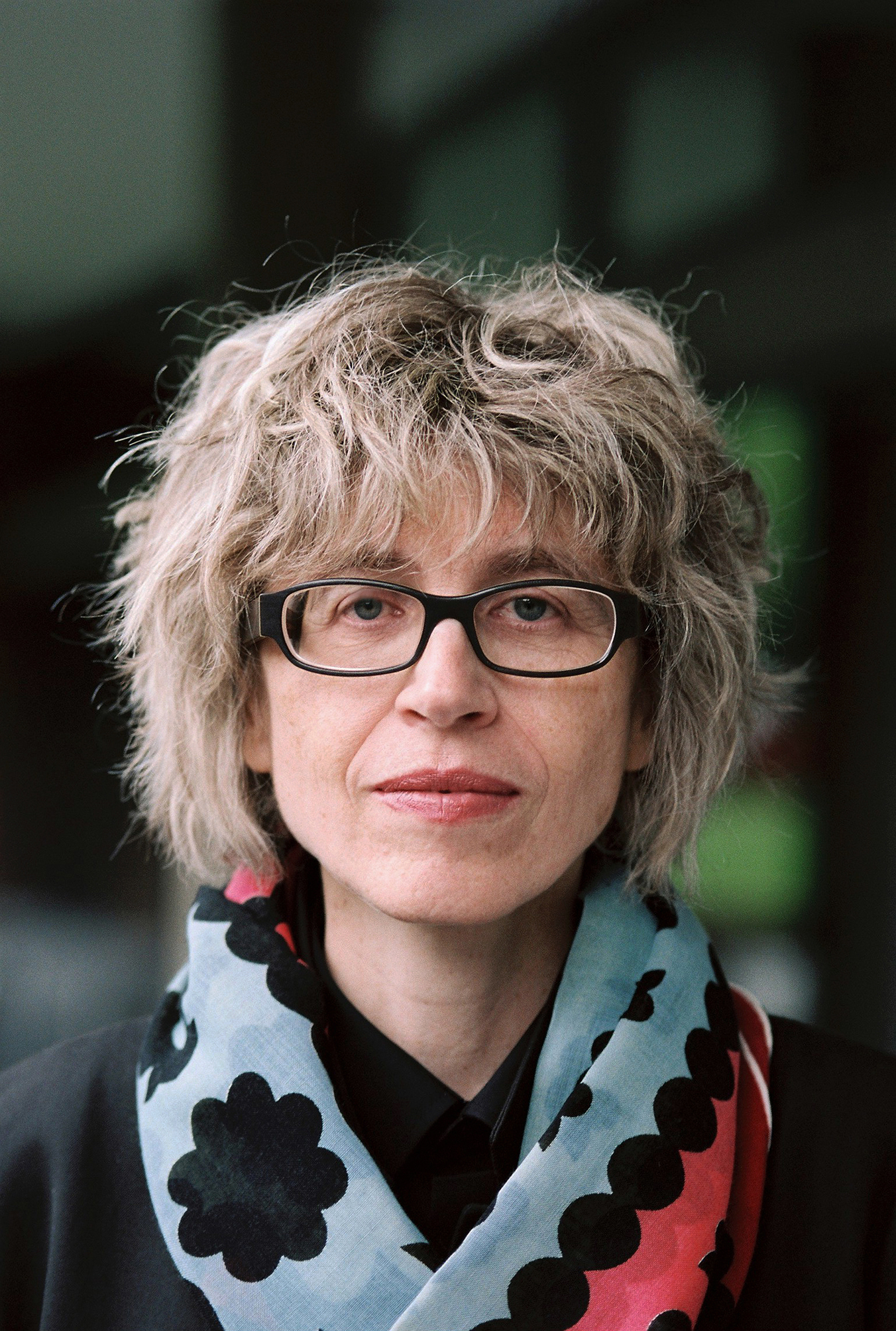
Annette Gigon

- Annette Gigon (* 24. Mai 1959 in Herisau, Schweiz) legte ihr Architekturdiplom 1984 an der ETH ab und arbeitete anschliessend in den Büros Arcoop – Ueli Marbach und Arthur Rüegg und 1985–1988 Herzog & de Meuron. Ab 1987 hatte sie ein eigenes Büro. Gigon ist Mitglied des BSA und seit 2003 der Berliner Akademie der Künste[1]. Gastdozenturen hatte sie 2001–2002 an der EPF Lausanne und 2008 an der ETH Zürich. Seit 2012 ist sie ordentliche Professorin für Architektur und Konstruktion an der ETH Zürich.

- Mike Guyer (* 5. Juli 1958 in Columbus, Ohio, USA) arbeitete nach dem Diplom an der ETH Zürich 1984–1987 bei Rem Koolhaas in Rotterdam. Seit 1987 führte er, wieder in Zürich, neben einer Stelle als wissenschaftlicher Mitarbeiter von Hans Kollhoff, sein eigenes Büro. Ebenfalls Mitglied des Bundes Schweizer Architekten, unterrichtete er 2002 als Gastdozent an der EPF Lausanne und 2009 an der ETH. Seit 2012 ist er ordentlicher Professor für Architektur und Konstruktion an der ETH Zürich. Mike Guyer ist Sohn des Architektenpaar Esther und Rudolf Guyer.[2]Mike Guyer

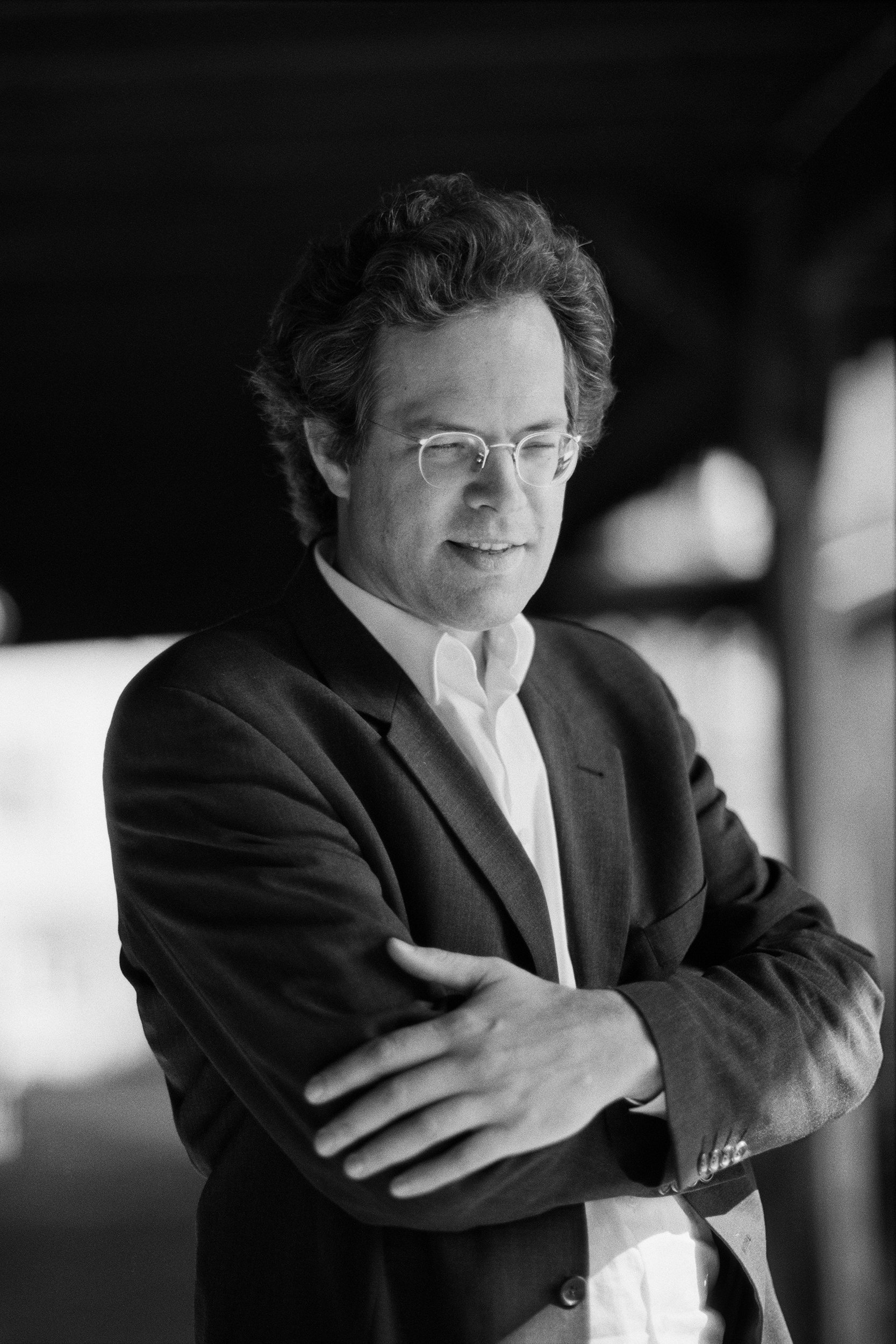
Mike Guyer

## Bauten
Die Bauten des Büros finden internationalen Anklang und werden vielfach publiziert. Insbesondere im Museumsbau haben sich Gigon/Guyer mit Bauten wie dem Kunstmuseum Appenzell (ehemals Museum Liner), dem Archäologischen Museum und Park Kalkriese oder dem Kirchner Museum in Davos internationale Reputation verschafft.

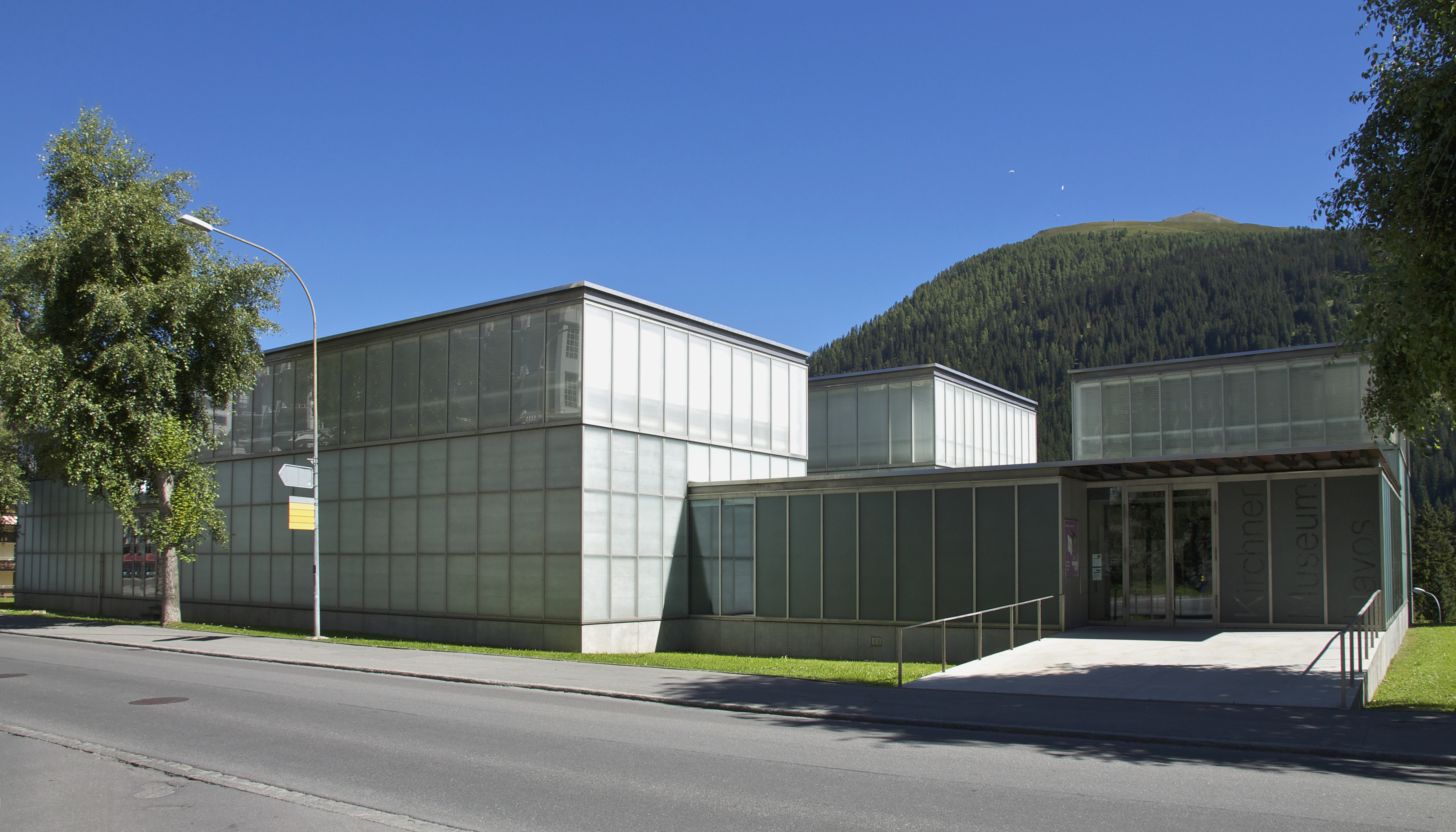
Kirchner Museum

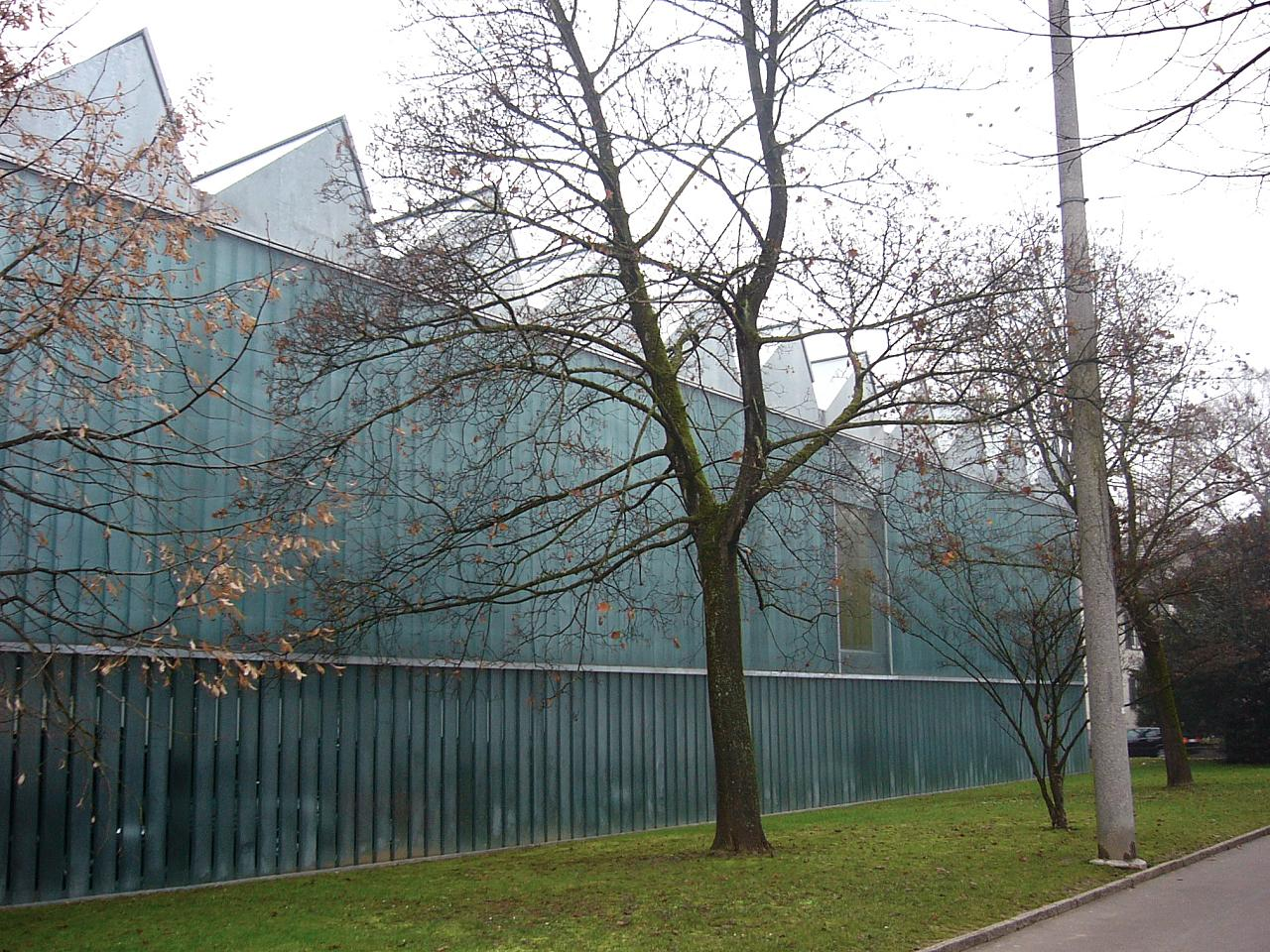
Erweiterungsbau des Kunstmuseum Winterthur

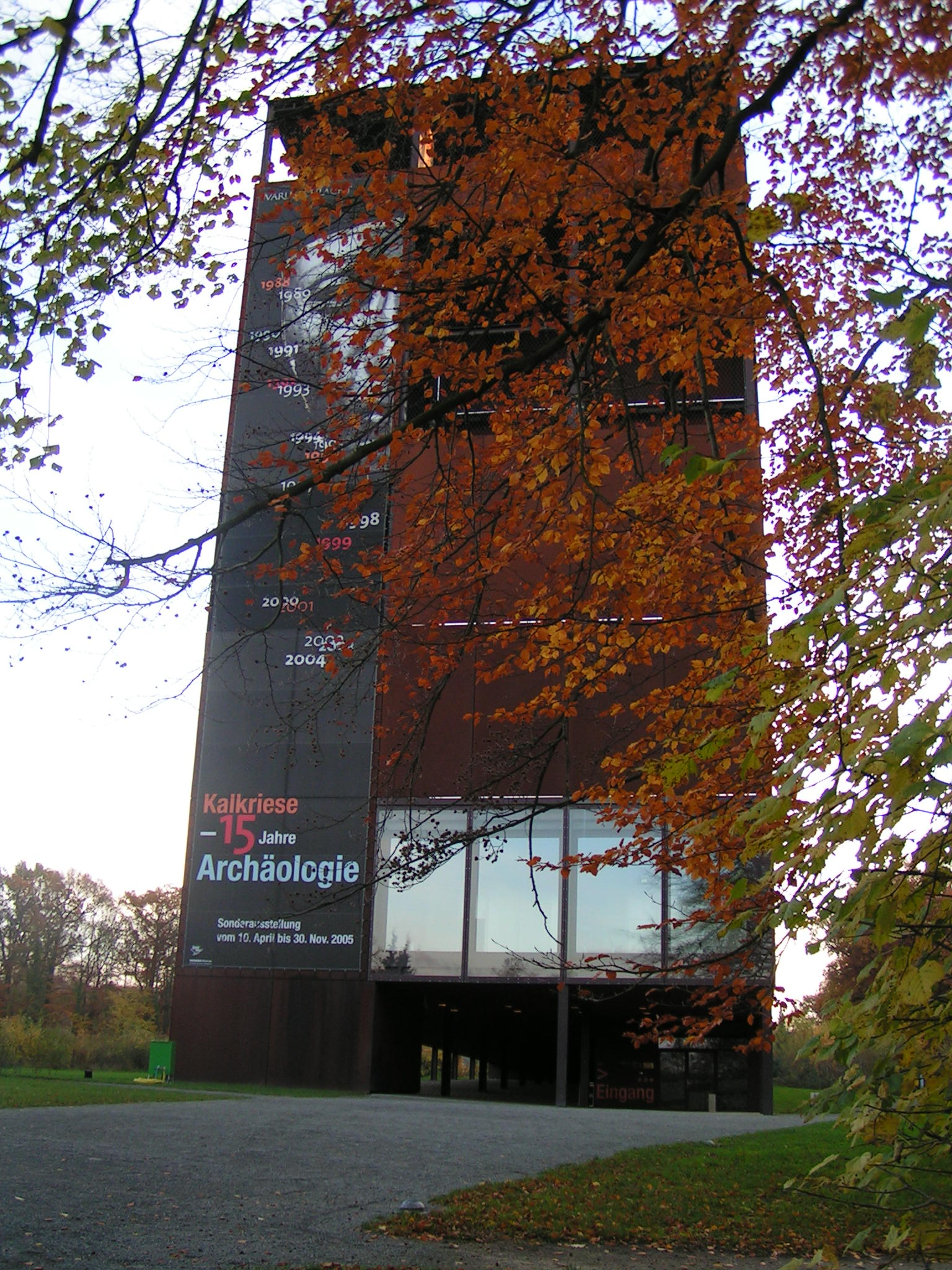
Ausstellungs- und Aussichtsturm vom Museum und Park Kalkriese

- 2017–2022: Erweiterung Josef Albers Museum Quadrat in Bottrop: «Josef-Albers-Galerie»
- 2009–2020: Geschäftshaus und Umbau Villa Rosau, Zürich
- 2015–2019: Mehrfamilienhaus, Küsnacht
- 2013–2018: Wohnüberbauung Labitzke Areal[3], Zürich
- 2013–2018: Bürohochhaus Andreasturm[4], Zürich-Oerlikon
- 2015–2018: Bürogebäude Claridenstrasse 35, Zürich
- 2014–2017: Universitätsgebäude Francis Bouygues[5], Ecole CentraleSupélec, Paris Saclay, Frankreich
- 2012–2017: Hotel Züri, Heinrichstrasse, Zürich
- 2008–2015: Wohnüberbauung Entrepôt Macdonald[6], Paris
- 2008–2014: Fondazione Marguerite Arp[7], Locarno-Solduno
- 2008–2013: Wohnüberbauung Zellweger-Areal[8], Uster
- 2007–2013: Haus Lagerstrasse[9], Bürogebäude, Europaallee 21, Zürich
- 2004–2012/14: Löwenbräu-Areal – Kunstzentrum, Wohnhochhaus und Bürogebäude, Zürich
- 2009–2013: Würth Haus Rorschach, Verwaltungs- und Ausbildungszentrum mit Kongresssaal und Kunstmuseum «Forum Würth»
- 2007–2012: Résidence du Parc de Grange-Canal, Genf
- 2007–2011: Bürogebäude Platform, Maag-Areal, Zürich
- 2004–2011: Prime Tower Bürohochhaus mit Annexbauten Cubus und Diagonal, Zürich mit Joseph Schwartz[10]
- 2005–2009: Besucherzentrum des Museums Kalkriese, Osnabrück, Deutschland
- 2005–2009: Verkehrshaus der Schweiz, Eingangsgebäude und Halle für Strassenverkehr, Luzern
- 2004–2008: Résidence du Pré-Babel[11], Genf
- 2003–2007: Wohnüberbauung Brunnenhof, Zürich, Wohnungen für kinderreiche Familien
- 2001–2007: Umbau Kunstmuseum Basel und Bibliothek Laurenzbau
- 2002–2004: Kunst-Depot, Galerie Henze & Ketterer, Wichtrach
- 2001–2004: Donation Albers-Honegger «Espace de l'art concret» (EAC) in Mouans-Sartoux, Frankreich
- 1999–2002: Wohnüberbauung und Umbauten Pflegi-Areal, Zürich
- 1998–2002: Archäologisches Museum und Park Kalkriese in Osnabrück, Deutschland
- 1996–2002: Hörsaal Universität, Zürich
- 1996–1998: Kunstmuseum Appenzell (ehemals Museum Liner)
- 1995–1998: Renovation und Anbau Sammlung Oskar Reinhart «Am Römerholz», Winterthur
- 1993–1995: Erweiterung Kunstmuseum, Winterthur
- 1993–1996: Sportzentrum Davos mit Branger & Conzett
- 1989–1992: Kirchner Museum, Davos

## Auszeichnungen und Preise
- Baupreis des Architektur Forum Zürcher Oberland
  - 2019 Mehrfamilienhaus in Küsnacht
  - 2016 Wohnüberbauung Zellweger-Areal, Uster
- Architektur Preis Kanton Zürich 2016 – Zellweger Park, Uster mit der Wohnüberbauung Zellweger-Areal
- Auszeichnung für gute Bauten der Stadt Zürich[12]:
  - 2016 Bürohochhaus Prime Tower
  - 2005 Wohnüberbauung Pflegi-Areal in Zürich
  - 2001 Zwei Häuser in Zürich
- Tageslicht-Award 2012 für das Kirchner Museum Davos
- Auszeichnung guter Bauten der Stadt Wädenswil für die Wohnhäuser Park Grünenberg in Wädenswil, 2008
- BDA Preis Niedersachsen 2003, für das Museum und Park Kalkriese
- Fritz-Schumacher-Preis für beispielhafte Leistungen in der Architektur, 2002
- Weser-Ems-Preis für Architektur und Ingenieurbau 2001 für Museum und Park Kalkriese in Deutschland
- Alcopor-Preis für die Museumserweiterung Winterthur, 2000
- Auszeichnung Bauen in den Bergen, 1. Preis Sexten Kultur Italien für das Kirchner Museum Davos
- RIBA international Fellowship 2009
- Auszeichnung für gute Bauten Graubünden
  - 2001 für Sportzentrum, Davos
  - 1994 für das Kirchner Museum, Davos

## Publikationen (Auswahl)
- Annette Gigon, Mike Guyer, Arend Kölsch (Hrsg.): Bürogebäude. gta Verlag ETH Zürich, 2019, ISBN 978-3-85676-396-1
- Annette Gigon, Mike Guyer, Gregory Grämiger, Barbara Schlauri, Ulrike Traut (Hrsg.): Bibliotheksbauten. gta Verlag ETH Zürich, 2018, ISBN 978-3-85676-381-7.
- Annette Gigon, Mike Guyer, Felix Jerusalem (Hrsg.): Residential Towers. gta Verlag ETH Zürich, 2016, ISBN 978-3-85676-349-7.
- a+u 14:08 Architecture and Urbanism No. 527: Gigon/Guyer. Tokyo 08:2014
- Gigon-Guyer Architekten: Arbeiten 2001–2011, anlässlich der Ausstellung Annette Gigon, Mike Guyer an der ETH Zürich, Dezember 2011 – Januar 2012, Lars Müller Publishers, Baden 2012, ISBN 978-3-03778-257-6.
- El Croquis, Nr. 143: Annette Gigon / Mike Guyer 2001–2008. Madrid 2009.
- a+u Architecture and Urbanism, Special Issue November 2006, Gigon / Guyer – matter, colour, light and space. Tokyo 2006.
- Adrian Schiess (Fotos), Max Wechsler (Text), Heinz Wirz (Hrsg.), Maureen Oberli-Turner (Übersetzung): Farbräume, Zusammenarbeit mit den Architekten Herzog & de Meuron und Gigon/Guyer 1993–2003. Quart, Luzern 2004, ISBN 978-3-907631-38-6 (deutsch, englisch).
- Edelbert Köb (Hrsg.): Museum Liner Appenzell, Gigon & Guyer, Kunsthaus Bregenz, Hatje Cantz, Ostfildern 2000, ISBN 3-7757-1010-8.
- Christoph J. Bürkle (Hrsg.): Gigon Guyer Architekten. Arbeiten 1989–2000. Niggli Verlag, Sulgen 2000, ISBN 3-7212-0344-5.
- El Croquis Nr. 102: Annette Gigon / Mike Guyer 1989–2000. Madrid 2000.

## Belege
1. ↑  Pressemitteilung der Akademie der Künste
2. ↑  Mike Guyer. In: archinform. Abgerufen am 22. August 2020 (deutsch).
3. ↑  Heft - Archiv - werk, bauen + wohnen. Abgerufen am 15. Juni 2021.
4. ↑  Espazium: TEC21 | 9–10 | Andreasturm, Zürich Oerlikon | Espazium. Abgerufen am 15. Juni 2021.
5. ↑  Gigon/Guyer Have Added to the École CentraleSupélec in Paris-Saclay. Abgerufen am 15. Juni 2021.
6. ↑  BauNetz: Grand Ensemble im Lagerhaus - 15 Architekturbüros bauen Pariser Komplex. 9. Februar 2016, abgerufen am 15. Juni 2021.
7. ↑  Fondazione Marguerite Arp / Depot und Ausstellungsraum. Archiviert vom Original (nicht mehr online verfügbar) am 16. Juni 2021; abgerufen am 15. Juni 2021.  Info: Der Archivlink wurde automatisch eingesetzt und noch nicht geprüft. Bitte prüfe Original- und Archivlink gemäß Anleitung und entferne dann diesen Hinweis.
8. ↑  Gigon / Guyer - Zellwegerpark Uster. Abgerufen am 15. Juni 2021.
9. ↑  Baufeld C - Stadt Zürich. Abgerufen am 15. Juni 2021.
10. ↑  Prime Tower inkl. Annexbauten Cubus und Diagonal – drsc. Abgerufen am 21. Januar 2022 (amerikanisches Englisch).
11. ↑  Mike Guyer: Residenza Pré-Babel | Espazium. 17. Juli 2013, abgerufen am 15. Juni 2021 (italienisch).
12. ↑  Ausgezeichnete gute Bauten seit 1945 - Stadt Zürich. Abgerufen am 15. Juni 2021.